# Famille Lackfi
 (juillet 2024).
Si vous disposez d'ouvrages ou d'articles de référence ou si vous connaissez des sites web de qualité traitant du thème abordé ici, merci de compléter l'article en donnant les références utiles à sa vérifiabilité et en les liant à la section « Notes et références ».
Lackfi (en croate Lacković, autrefois écrit Laczkovich) est le patronyme d'une illustre et ancienne famille de la noblesse hongroise. Cette famille a donné de nombreux voïvodes ou princes de Transylvanie aux XIVe et XVe siècles, ainsi que de nombreux bans (vice-roi) de Croatie, Slavonie et Dalmatie, de Macsó et de Bulgarie.

## Origines
La famille est issue du clan Hermán (en), originaire de Nuremberg, qui s'installe en Hongrie à la suite de Gisèle de Bavière lors de son mariage avec le futur roi Étienne Ier de Hongrie vers l'an 995. Son premier membre est Lack Hermán (en) (Hermán nembeli Lack en hongrois) dit László, qui est comte des Sicules de 1328 à 1343. Ancêtre éponyme, ses descendants prennent le nom de Lackfi, qui signifie "fils de Lack" en hongrois. Après avoir perdu une grande partie leurs domaines, tant en Hongrie qu'en Transylvanie et en Croatie, à la suite de l'assemblée sanglante de Križevci (en) (1397), ils s'installent en Croatie dans le comitat de Križevci. La famille s'éteint en ligne masculine en 1421.

## Personnalités
- Lack Hermán (en), comte des Sicules (1328-1343).
- André Lackfi (ca. 1310-1359), comte des Sicules (1345-1352), gouverneur de Naples (1350-1352), ban de Macsó (1353-1354), ispán de Sopron (1355-1356) et enfin voïvode de Transylvanie (1356-59).
- Miklós II Lackfi, főispán de Szatmár, Máramaros et Ugocsa (dès 1366), voïvode de Transylvanie (1367).
- István I Lackfi (en), voïvode de Transylvanie (1344-1350), grand officier de la Couronne (Grand écuyer (1326–1343), Maître du trésor (1342 ; 1343-1344 ; 1353)), ban de Croatie et Slavonie (1350-135).
- István II Lackfi (en) de Csáktornya (1340–1397), comte des Sicules, ban de Croatie-Dalmatie, Grand écuyer, palatin de Hongrie, voïvode de Transylvanie (1372-76 ; 1385-86). Il est assassiné lors de l'assemblée sanglante de Križevci (en) par les partisans de Sigismond de Luxembourg.
- Miklós I Lackfi, ban de Slavonie (1342-1343), voïvode de Transylvanie (1367-1369).
- Dénes I Lackfi, évêque de knin (1348-1349), de Zagreb (1349-1350) puis archevêque de Kalocsa (1350-1356).
- Imre I Lackfi, voïvode de Transylvanie (1369-1372), ban de Bulgarie (1365-1366), ban de Croatie, Slavonie et Dalmatie (1368), Knèze de Zadar (1368-69).
- Imre II Lackfi, Grand écuyer et voïvode de Transylvanie (1372-1375), palatin de Hongrie (1372-75).
- Dénes II Lackfi, voïvode de Transylvanie (1359), comte des Sicules (1360), commandant en chef de Vidin et főispán de Temes (1366).
- György I Lackfi, ban de Macsó (1392-1393).
- Pál Lackfi (fl. 1355-1366), főispán de Bereg (1366).
- András Lackfi († 1359), comte des Sicules (1342), glorieux général face aux Tatars (1345), gouverneur de Naples comme suppléant du roi Louis (1350), gouverneur de Transylvanie (1356-59). Il fut également főispán des comitats de Szatmár, Máramaros, Vas, Brassó et Sopron.

### Sources
- Turul, 1886, 166-167.
- A Pallas nagy lexikona, 1893-1897
- Iván Nagy: Magyarország családai, Pest 1857-1868
- Magyar Katolikus Lexikon ; Pór Antal: Nagy Lajos. Bp., 1892. - Karácsonyi II. - Hóman-Szekfű II:80. - Fügedi 1986:414.